# Fitness frame
Een fitness frame is een constructie die gebruikt wordt voor fysieke activiteiten. Dit kan buiten zijn, maar ook binnen. De categorie van sport die het populairst zijn aan een frame zijn calisthenics, en suspension training. Dit laatste is in de jaren '90 gepopulariseerd door Randy Hetrick, een voormalig Navy Seal en afgestudeerde van Stanford, toen hij de Total Resistance eXercise (TRX) en de bijpassende trainingen uitvond. Een fitness frame verschilt in het gebruik van andere fitness machines, omdat men niet verplicht is om met gewichten te trainen. Men gebruikt in plaats daarvan het eigen lichaam als gewicht.

## Gebruik

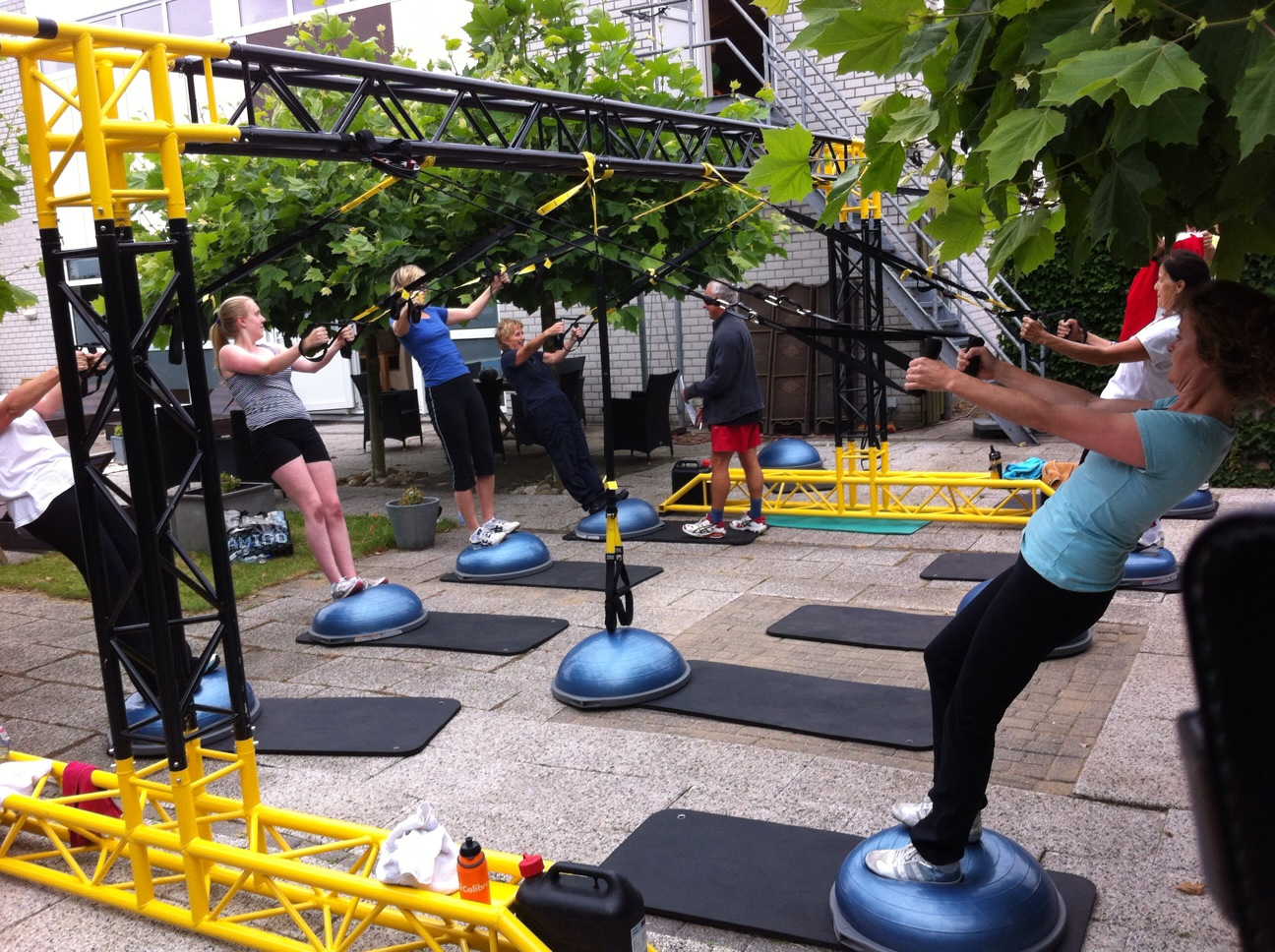
Sportsters gebruiken een M3F Sport fitness frame om calisthenics oefeningen te doen.

Het gebruik van een frame is populair voor crossfit en bootcamp. Fitness frames worden ook door gemeenten gebruikt in fitness parken. Zo geven ze bewoners van de gemeente eenvoudige en gratis toegang tot een gezonde levensstijl. Personal trainers gebruiken een fitness frame vooral om small-group training te organiseren. Hierbij sport een groep mensen op afwisselende trainingen. Men doet relatief kort één training en gaat vervolgens naar de volgende training.

## Populariteit
Sporten met een fitness frame is minder populair dan het sporten met gewichten. Wel begon de populariteit in 2021 te stijgen. De toegenomen populariteit is met name te danken aan het sluiten van de sportscholen om de verspreiding van het coronavirus tegen te gaan. Hierdoor werd het sporten in de buitenlucht een uitstekend alternatief en kwamen meer mensen in contact met de voordelen van het sporten in de natuur.

## Evolutie
Fitness frames begonnen als een eenvoudige installatie om het eigen lichaamsgewicht te gebruiken in plaats van gewichten. Tegenwoordig zijn er vele verschillende soorten. Zo zijn er eenvoudige voor één persoon maar ook frames voor hele groepen.

## Mobiliteit

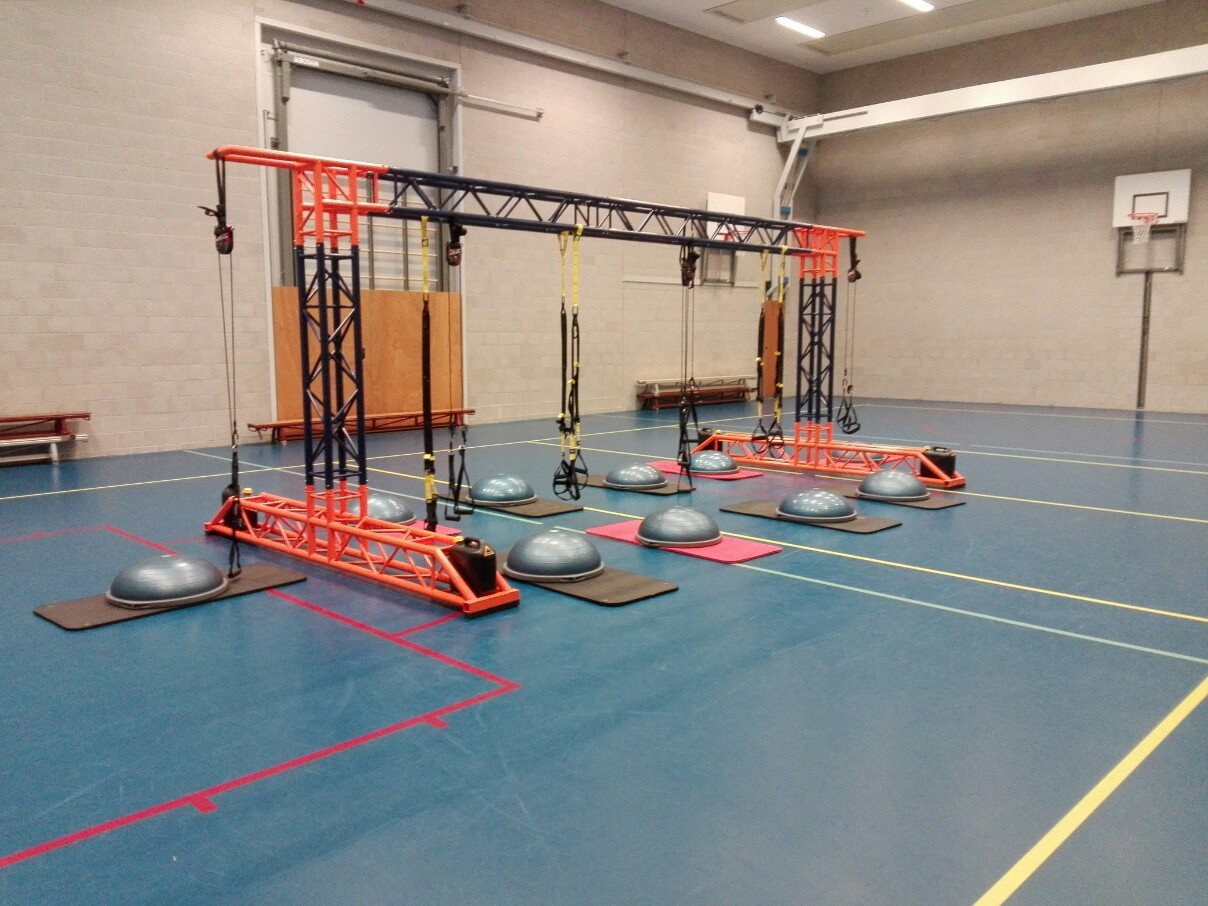
Een mobiel fitness frame staat opgesteld in een gymzaal

Mobiele fitness frames zijn frames die verplaatsbaar zijn. Deze zijn lichter dan normale frames omdat ze voor het gebruik opgebouwd moeten worden. De materialen die worden gebruikt zijn licht materialen zoal aluminium of kunststof. De mobiliteit geeft wel als voordeel dat ze ook in parken of andere buitenruimtes gebruikt kunnen worden.